# Alexander Roslin

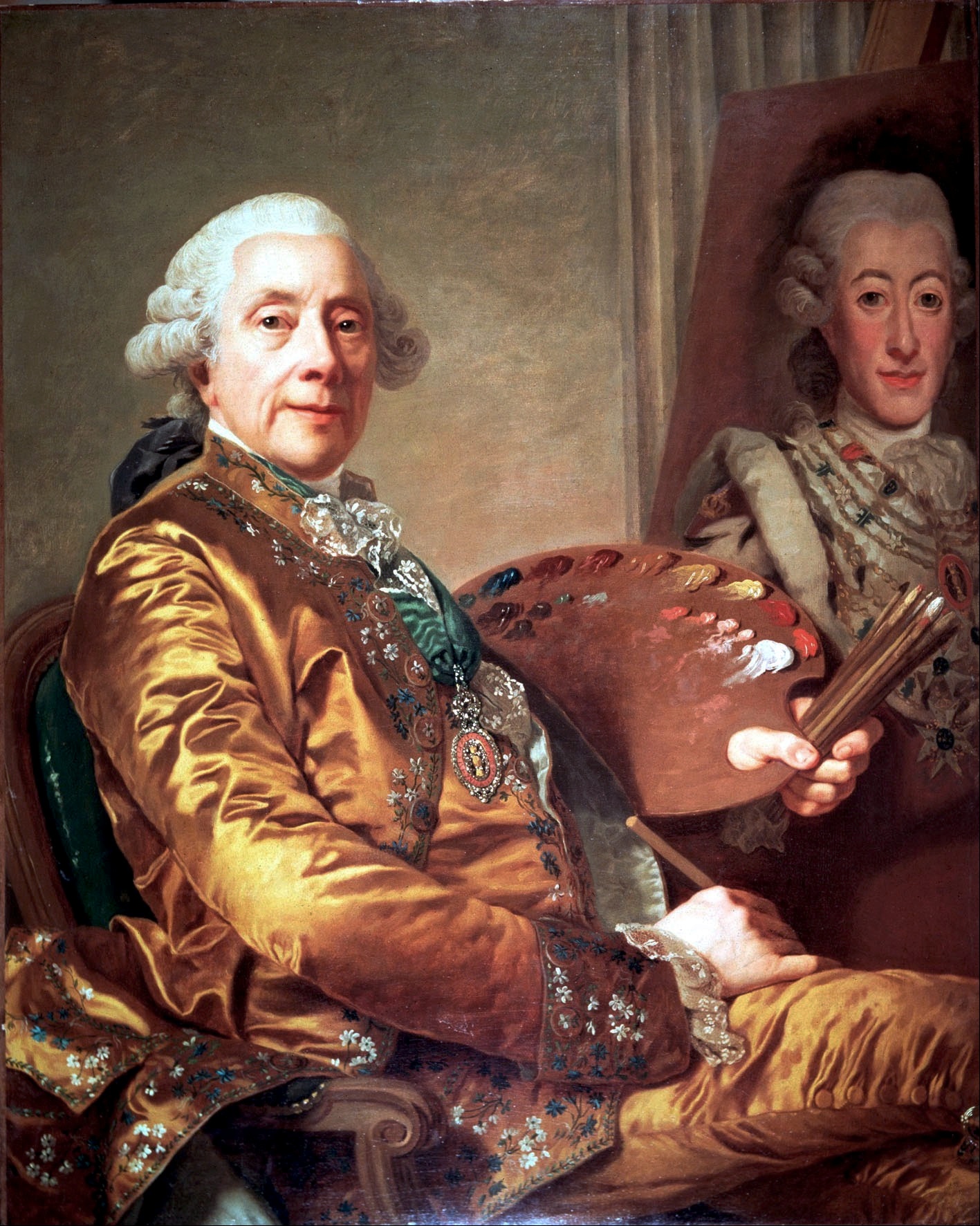
Selbstporträt, Öl auf Leinwand, 1790

Alexander Roslin (* 15. Juli 1718 in Malmö; † 5. Juli 1793 in Paris) war ein schwedischer Maler, der Mitte des 18. Jahrhunderts zum Modeporträtisten der europäischen Aristokratie wurde.

## Leben und Wirken

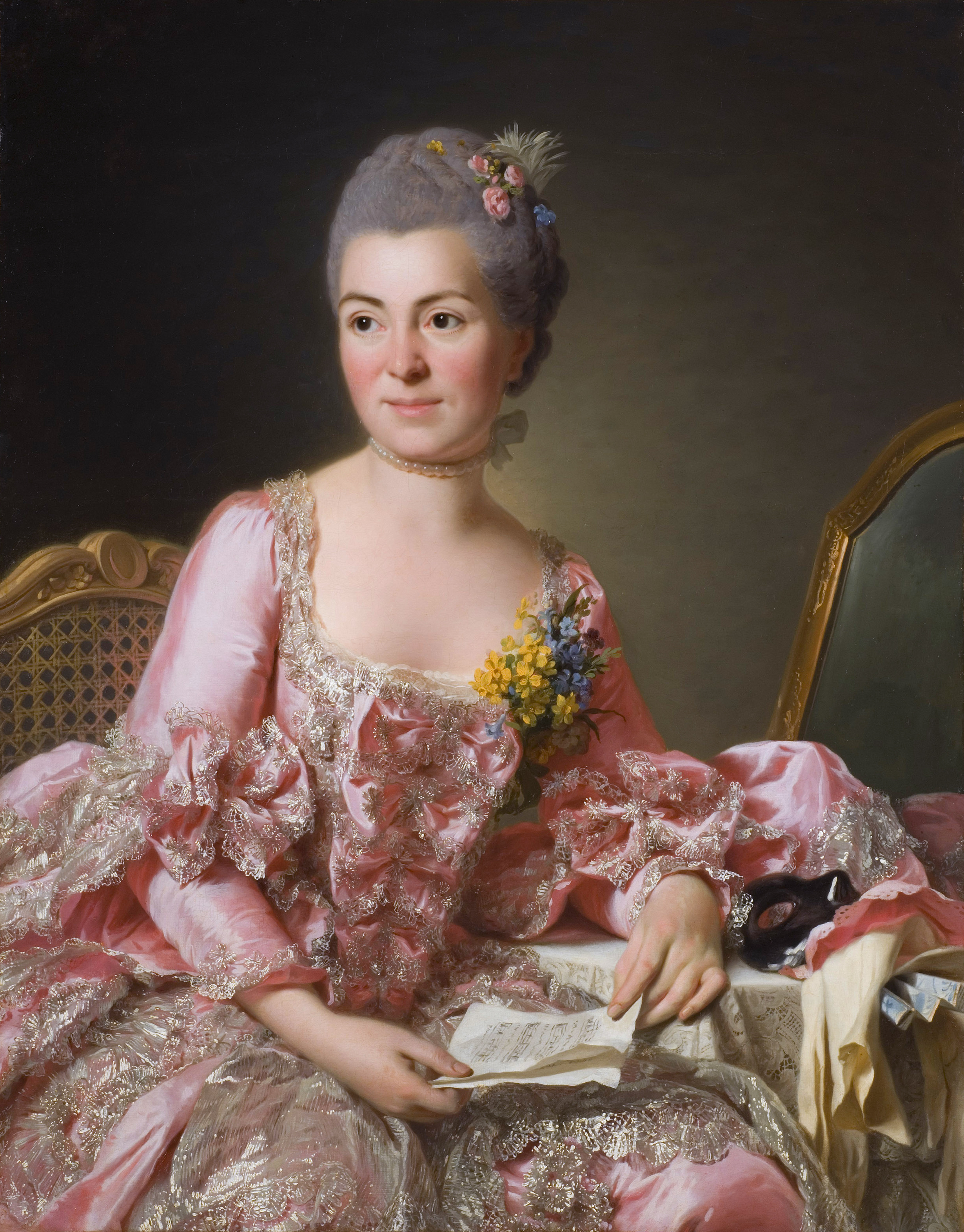
Alexander Roslin: Porträt seiner Frau, der Malerin Marie Suzanne Giroust, Öl auf Leinwand, 1770

Seinen ersten Auftrag erhielt Roslin vom Offizier Lars Ehrenbill in Karlskrona, wo Roslins Vater Arzt der Admiralität war. 1736 ging er nach Stockholm und ließ sich von Georg Engelhard Schröder zum Maler ausbilden. Nachdem sein Gönner Ehrenbill als Kommandant nach Göteborg gerufen worden war, folgte Roslin seinem Ruf 1741, um dort als Porträtmaler zu arbeiten. Im darauffolgenden Jahr verlegte er seine Arbeit nach Schonen, wo er bis 1745 blieb.
Ab den 1750er-Jahren hielt sich Roslin vor allem in Paris auf, wo er sich einen Namen machte und in die Académie royale de peinture et de sculpture gewählt wurde. Er war ein Freund von François Boucher. Waren Roslins Bilder zu dieser Zeit geprägt von hellen und kühlen Farben, machte sich auch der Einfluss von Jean-Marc Nattier bemerkbar, etwa beim Porträt Freifrau von Neubourg-Cromière (1756). Ab 1760 bildeten sich Tendenzen zu einer mehr von strengen Formen und kraftvollen Farben geprägten Malerei, etwa bei den Porträts Dame mit Schleier (1768) und Familie Jennings (1769). Roslin war ein begabter Schilderer von Stoffen und Inkarnat, malte jedoch auch psychologisch eindringliche Porträts. Auch hatte er ein Auge für den Geschmack der Zeit und malte mit großem Geschick, was ihm bei der Pariser Aristokratie große Sympathien einbrachte.

## Werke (Auswahl)

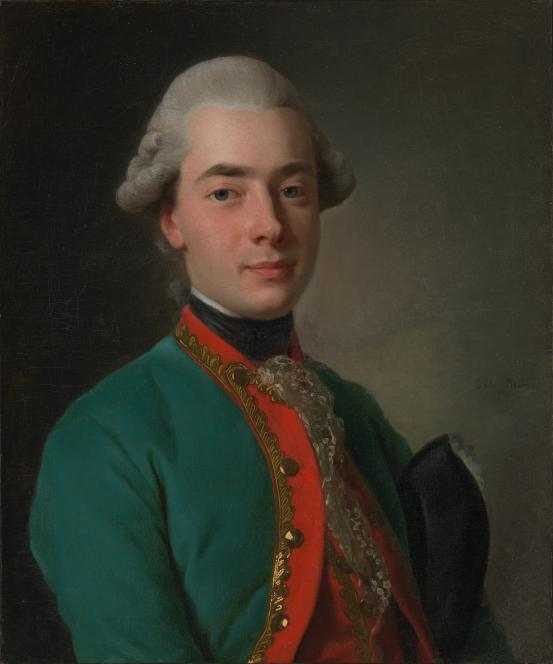
Porträt des Grafen Rasumowsky, 1776, Öl auf Leinwand, 63,8 × 52,7 cm, (National Gallery of Victoria, Melbourne)

- Friherrinnan de Neubourg-Cromière, die Freifrau von Neubourg-Cromière, (1756)
- Damen med slöjan, Dame mit Schleier (1768)
- Carl von Linné (1775)
- Familjen Jennings, Familie Jennings (1769)
- Zoie Ghika, die moldawische Prinzessin Zoie Ghika (1777)